# Pelin Derviş
Pelin Derviş (n. 1967) es una arquitecta, editora independiente y comisaria de exposiciones turca.

## Biografía
Derviş se graduó en Arquitectura por la Universidad Politécnica de Estambul, donde también realizó un máster en Historia de la arquitectura.Entre sus principales intereses se encuentran las temáticas urbanas contemporáneas y la documentación de la arquitectura moderna en Turquía. Ha contribuido como editora en publicaciones como Becoming Istanbul (2008), Tracing Istanbul [from the air] (2009), Mapping Istanbul (2009) y An Atypical Practice DS (2016). Participó en la fundación y el desarrollo de SALT, institución cultural que documenta el arte, la arquitectura, el diseño y el urbanismo en la Turquía contemporánea y donde fue comisaria de la exposición 'Performance of Modernity: Atatürk Kültür Merkezi, 1946-1977'. Colabora con el museo de arte Istanbul Modern, donde coordina las exposiciones de las Series de Arquitectura Contemporánea de Vitra y el Programa de Jóvenes Arquitectos (YAP). También ha coordinado el proyecto para el pabellón turco en la decimocuarta Bienal de Arquitectura de Venecia. Derviş es miembro del comité de expertos del Premio Europeo del Espacio Público Urbano desde la edición de 2012.